# هشيش شبه أرجواني
هشيش شبه أرجواني (الاسم العلمي: Psathyrella subpurpurea) هو نوع من الفطريات يتبع جنس الهشيش من الفصيلة الهشيشية [إخفاق التحقق].